# آتشفشان سانتا آنا
آتشفشان سانتا آنا (به اسپانیایی: Volcán de Santa Ana) یا ایلاماتپک (Ilamatepec) آتشفشان چینه‌ای بزرگ و فعالی به ارتفاع ۲۳۸۱ متر واقع در غرب السالوادور در آمریکای مرکزی است. این آتشفشان که در عین حال بلندترین آتشفشان السالوادور نیز محسوب می‌شود بخشی از زنجیرهٔ آتشفشانی آمریکای مرکزی را تشکیل می‌دهد.

## مشخصات
سانتا آنا آتشفشان عمدتاً آندزیتی-تراکی آندزیتی بزرگی است که تقریباً در ۶۵ کیلومتری غرب سان سالوادور، پایتخت السالوادور و درست در غرب کاسه آتشفشانی کواتپک قرار دارد. فروریختن این آتشفشان در اواخر دورهٔ پلیستوسن بهمن واریزهٔ عظیمی را به‌وجود آورد که تا اقیانوس آرام امتداد یافت و در نتیجهٔ آن شبه‌جزیره آکاخوتلا به‌وجود آمد. همچنین بیشتر حفرهٔ ایجادشده بر اثر ریزش آتشفشان در طی بازسازی آن پر شد. چندین دهانه آتشفشانی قلهٔ گستردهٔ سانتا آنا را قطع کرده‌اند و مجموعه‌ای از مخروط‌ها و دودکش‌های انگلی در امتداد شکافی ۲۰ کیلومتری شکل گرفته‌اند.
آتشفشان سانتا آنا از یک دودکش مرکزی بزرگ تشکیل شده و مشخصهٔ آن دهانه‌ای مسطح و تقریباً دایره‌ای شکل به قطر ۱٫۵ کیلومتر است. این آتشفشان در طول تاریخ ۴ بار ریزش کرده که در نتیجهٔ آن دودکش اصلی آتشفشان به سمت جنوب شرقی تغییر مکان داده است. درونی‌ترین دهانهٔ آتشفشان نیم کیلومتر قطر دارد و دریاچهٔ اسیدی کوچکی در آن تشکیل شده‌است. همچنین در این دهانه دودخان‌هایی قرار دارند که گوگرد تولیدی آن‌ها سبب شده تا آب‌های این دریاچهٔ آتشفشانی به رنگ سبز زمردی درآید.

## فعالیت‌های آتشفشانی
فعالیت‌های آتشفشانی سانتا ماریا که عمدتاً شامل فوران‌های انفجاری کوچک تا متوسط بوده‌است از سدهٔ ۱۶ میلادی نگاشته شده‌است. در سال ۱۷۲۲ جریان گدازه تولیدشده توسط مخروط خاکستر سن مارسلینو واقع در دامنهٔ جنوب شرقی آتشفشان مسافتی ۱۳ کیلومتری را تا شرق پیمود.
آخرین فوران سانتا آنا در سال ۱۹۰۴ روی داده بود اما این آتشفشان در روز ۱ اکتبر ۲۰۰۵ ناگهان باردیگر فوران کرد که در نتیجهٔ آن علاوه بر خاکسترهای آتشفشانی و جریان‌های گدازه، سنگ‌های گدازه‌ای به اندازهٔ اتومبیل به بیرون پرتاب و سیلابی از آب و گل جوشان از آن به پایین سرازیر شد. بنا به گفتهٔ مسئولان در جریان این آتشفشانی ۲ نفر کشته و چندین نفر مجروح و تقریباً ۲۰۰۰ نفر از اهالی منطقه تخلیه شدند.